# Hurlstone Park, New South Wales
Hurlstone Park este o suburbie în Sydney, Australia.